# Piper spathelliferum
Piper spathelliferum är en pepparväxtart som beskrevs av Eduardo Quisumbing y Argüelles. Piper spathelliferum ingår i släktet Piper och familjen pepparväxter. Inga underarter finns listade i Catalogue of Life.